# Radíkov
Radíkov (německy Radelsdorf) je obec, která se nachází v okrese Přerov v Olomouckém kraji v Oderských vrších. Žije zde 157 obyvatel. V Radíkově je kaple sv. Václava a pramen Radíkovského potoka (přítok Uhřinovského potoka, povodí řeky Bečvy). Na katastru obce se nachází hrádek Kunzov.

## Historie
První písemná zmínka o obci pochází z roku 1353.

## Další informace
Ve vzdálenosti 7 km jižně leží město Hranice, 10 km jihozápadně město Lipník nad Bečvou, 14 km severovýchodně město Odry a 21 km severně město Vítkov.
Do Radíkova vede červená turistická značka z Kunzova do Boňkova a také cyklostezky.
Na katastru obce se nachází golfové hřiště a věžový vodojem.

## Pamětihodnosti
- Vodárna u čp. 1
- hrádek Kunzov

## Galerie

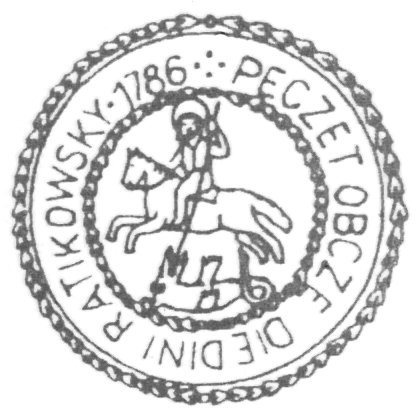
Pečeť obce